# Andrieshoeve
De Andrieshoeve, vroeger De Kooi, is een gemeentelijk monument aan de Verlengde Oude Utrechtseweg in het bos van Laag Hees in de gemeente Soest in de provincie Utrecht. 
De langhuisboerderij werd tussen 1827 gebouwd door Andries de Wilde. Toen later bij de boerderij een kooikersbedrijf kwam, veranderde de naam van de boerderij in De Kooi. De eendenkooi werd gebruikt toen het huidige bos nog in het natte Soesterveen lag. De Oude Utrechtseweg was heel vroeger een stuk pad van Amersfoort via Soest naar Utrecht. 
De boerderij biedt aan de voorzijde uitzicht op het bos, achter de boerderij zijn akkers- en weilanden. De voormalige boerderij wordt als woning gebruikt.  In de symmetrische voorgevel bevinden zich drie vensters met luiken in de kleuren van het landgoed Pijnenburg: wit, rood en groen. De ingang is in de rechter zijgevel.

## Boek
Een van de latere bewoners was Hans van Doorne, die er van 1961 tot 1985 woonde. Hij schreef 35 waar gebeurde verhalen die zich afspelen in de bossen van Pijnenburg dat in eigen beheer verscheen onder de titel Kris Kras van hot naar haar.